# Кам'янський історичний музей
Кам'янський історичний музей -  входить до складу Кам'янського державного історико-культурного заповідника із 1 січня 1996 року. Відкрито у 1995 році у  "будинку управляючого" - одному із будинків  колишнього маєтку родини Давидових . Будинок  раніше належав  О. І. Давидовій,  сестрі відомого композитора П.І. Чайковського. 

Дім побудовано у 60-х роках  ХІХст.  У 1920-х роках  тут знаходились Кам'янська  надзвичайна комісія (ЧК) Чигиринського повіту, потім  поліклініка і лікарня, із 1960 року - Кам'янська  дитяча музична школа ім. П.І. Чайковського. 
Експозиція музею налічує 7 залів:
1. Меморіальний зал П.І. Чайковського
2. Зал стародавньої історії
3. Зал періоду 1917-1922 років
4. Зал українського побуту і етнографії
5. Зал розвитку культури XX ст.
6. Зал Другої світової війни
7. Зал сучасності

Музейні стенди налічують понад 4000 експонатів, які представляють історію  краю від періоду палеоліту (30-50 тис. років тому) до сьогодення.
Меморіальний зал П. Чайковського містить меблі  і картини із колишнього маєтку Давидових та рідкісні світлини з родинного архіву композитора і його сестри О.давидової.
У залі стародавньої історії розміщені археологічні знахідки та речі, які характеризують первісне суспільство на території Потясминня.
Зал періоду 1917-1920 років  став візитною карткою музею, у 1997 році відкривши експозицію про діяльність Холодноярської республіки. Стенди повністю присвячені  подіям визвольної боротьби 1917-1922 рр.та діяльності Холодноярської повстанської організації. 
Зал українського побуту та етнографії містить виставки, які візуалізують життя українського селянина кінця XIX - поч.XX ст.
Зал Другої світової війни представляє колекцію зразків зброї та військового спорядження періоду Другої світової війни та військові реліквії .